# Merwedebrug (Boven-Merwede)

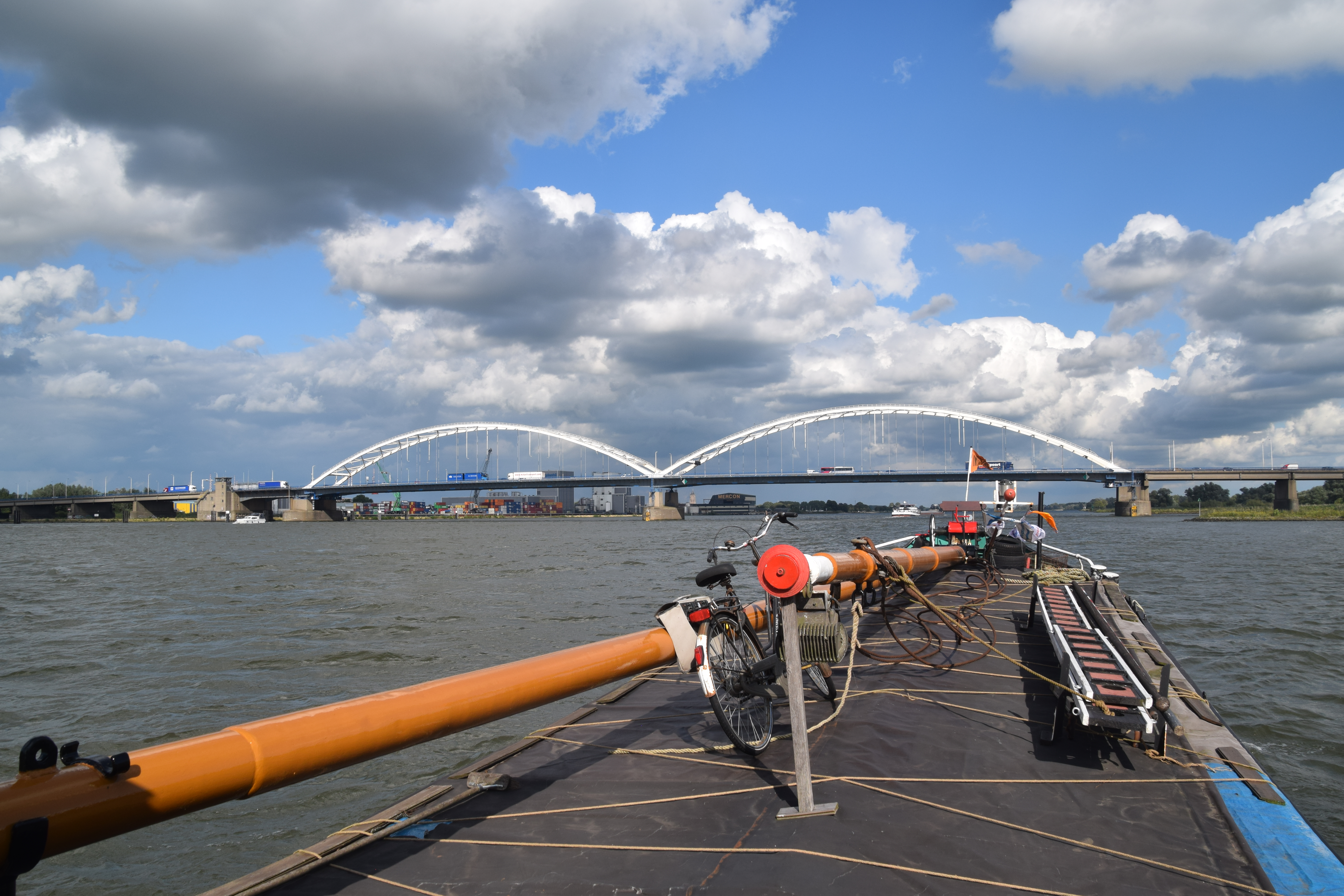
Vanaf het water.

De Merwedebrug is een vaste verkeersbrug in de A27 op Rkm 956,9 over de Boven-Merwede tussen Gorinchem en Sleeuwijk. De doorvaarthoogte is NAP + 13,3 m. Aan de noordzijde is in de brug een basculebrug opgenomen, waarvan de wijdte 30 meter bedraagt en de hoogte in gesloten stand NAP + 10,45 m.
Het is een in Nederland unieke dubbele boogbrug en vormt een belangrijke verbinding tussen de provincies Zuid-Holland en Noord-Brabant. De brug is 790 meter lang met twee bogen over elk 170 meter. In het verlengde van de brug ligt aan de noordzijde een aanrijviaduct van 550 meter lengte over het Kanaal van Steenenhoek en de spoorlijn Gorinchem - Dordrecht. De brug is op 15 maart 1961 geopend door Koningin Juliana.
De basculebrug wordt op afstand bediend. Er is een verplichte melding voor de scheepvaart minimaal 24 uur van tevoren. Per maand passeren circa 14 schepen, gemiddeld drie tot vier draaiingen per week. Circa 65% is pleziervaart, vooral een kleine groep vaste gebruikers van de jachthavens 'boven' de brug. Voorts coasters, casco's voor de scheepswerven in Gorinchem, en werkvaartuigen (bokken ed.). De brug kan daarvoor worden aangeroepen via de Regionale Verkeerscentrale Dordrecht, per marifoonkanaal VHF-kanaal 71.
De huidige brug wordt de komende jaren vervangen door een nieuwe oeververbinding teneinde de doorstroming op de A27 en A15 te verbeteren. De scheepvaart op de Merwede profiteert wanneer een deel van de noordoever wordt afgegraven en wanneer een deel van de huidige pijlers wordt vervangen. De bredere rivierbedding raakt minder gevoelig voor overstromingen.

## Afsluiting

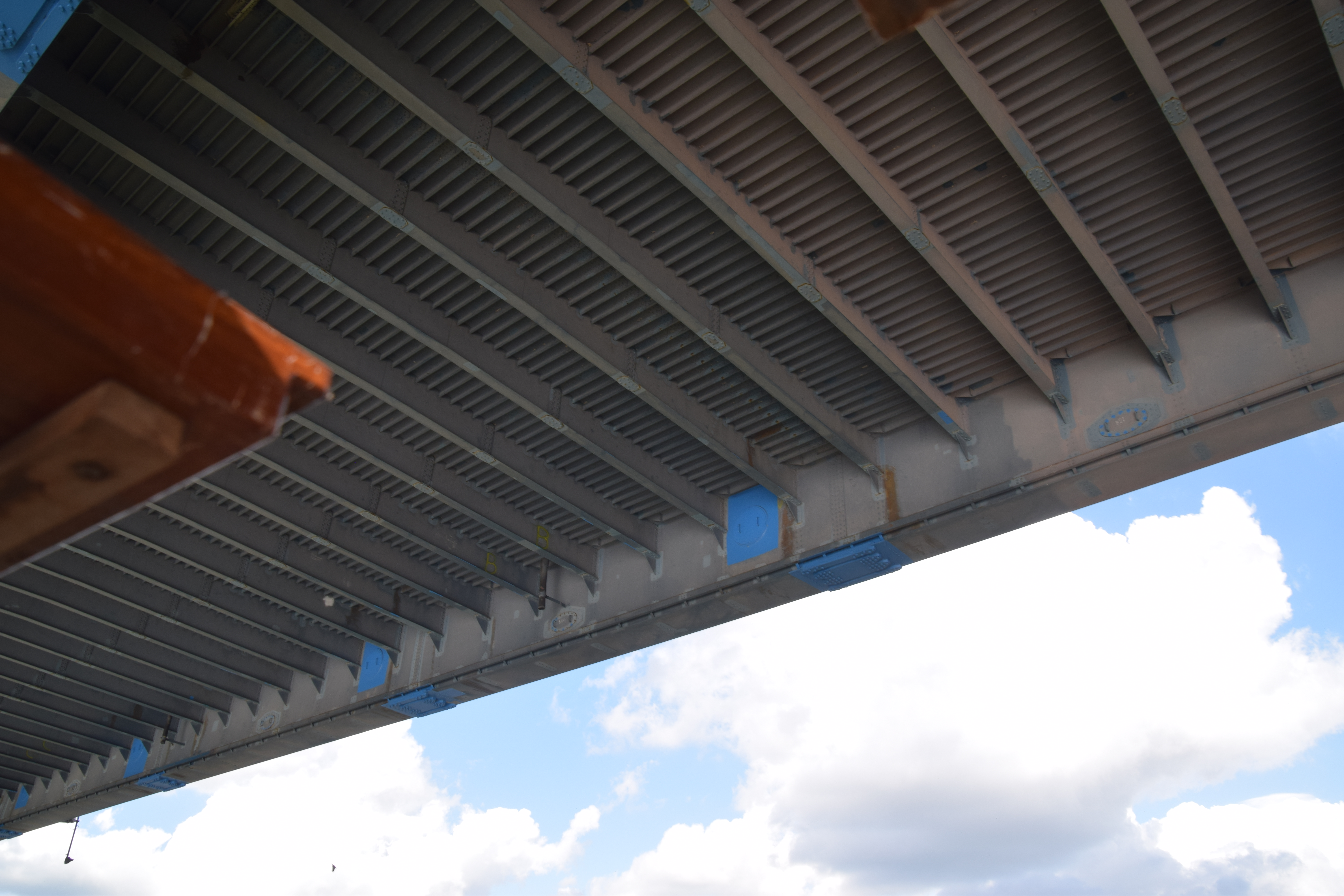
Herstelwerk aan de Merwedebrug

In oktober 2016 kwamen bij inspecties aan de brug haarscheurtjes aan het licht, die ervoor zorgden dat het niet meer verantwoord was om met zware vrachtwagens over de brug te rijden. Rijkswaterstaat besloot uit voorzorg om geen zwaar verkeer meer toe te laten op de brug. Dit hield in dat vrachtverkeer zwaarder dan 3.500 kg moest omrijden via de A2 en A16. De lijnbussen van Arriva werden vervangen door kleine busjes. In december 2016 konden vrachtauto's en bussen er weer overheen rijden.

## Files
De brug wordt al jaren genoemd bij de fileberichten als "Merwedebrug" of "Brug bij Gorinchem". De belangrijkste oorzaken voor de files zijn de slechts 2 meter brede linkerrijstrook op de brug (normaal is 3,5 meter) en de samenkomst van de A15 en A27 bij knooppunt Gorinchem, vlak voor de brug.
Er staan nu al vrijwel elke dag lange files, en het aantal auto’s neemt nog steeds toe. In 1971 reden dagelijks al 71.500 auto's over de brug. In 2010 waren dat er zo’n 96.000 per dag. In 2013 lag dat aantal iets lager (ruim 91.000 voertuigen) dankzij de pas geopende en verbrede A2. De economische schade door de files wordt geschat op 21 miljoen euro per jaar voor het vrachtverkeer, en 60 tot 80 miljoen per jaar voor het totale verkeer.

## Drie nieuwe bruggen
In de A27 worden tussen 2023 en 2031 drie stalen bruggen over de grote rivieren vervangen door betonnen bruggen, die minder onderhoud nodig hebben en minder geluidsoverlast veroorzaken. Dit betreft de Hagesteinsebrug, de Merwedebrug en de Keizersveerbrug. Na de bouw van de drie nieuwe bruggen worden de oude bruggen gesloopt. Hiervoor wordt door het ministerie 389 miljoen euro beschikbaar gesteld. Dat bedrag komt bovenop het bedrag van 860 miljoen euro dat al is gereserveerd voor de verbreding van de A27 naar 2 keer 3 rijstroken.

## Andere bruggen over de Merwede
Er ligt nog een verkeersbrug over de Merwede, de Papendrechtse brug over de Beneden-Merwede tussen Dordrecht en Papendrecht in de N3. De brug maakt deel uit van de omleidingsroute voor vervoer van gevaarlijke stoffen die niet door de Drechttunnel vervoerd mogen worden.
Bij Sliedrecht ligt de Baanhoekbrug, een spoorbrug over de Beneden-Merwede in de spoorlijn Elst-Dordrecht.